# ثنائي الجنس (علم الأحياء)
ثنائي الجنس هو مصطلح عام للكائن الحي الذي له خواص جنسية متوسطة بين ذكر وأنثى. ينطبق مصطلح ثنائي الجنس عادة على الأعضاء غير الطبيعيين عن تلك المتصفة بِتمايز الأعضاء التناسلية (الكائن الحي ذو الجنس الواحد فقط من بين الجنسينِ على الأقل) التي عادة ما تكون عقيمة. لا ينبغي الخلط بينه وبين مصطلح خنثى.
بُلغ عن الخنثى في الثدييات والديدان الأسطوانية والأسماك والقشريات.

## ثدييات
يمكن أن يحدث ثنائي الجنس أيضًا في الثدييات غير البشرية مثل الخنازير، حيث يقدر أنَ 0.1% إلى 1.4% من الخنازير هيَ ثنائيي الجنس. في فانواتو، خنازير نافار هيَ خنازير ثنائية الجنس مقدسة توجد في جزيرة مالو. وجد تحليل الحمض النووي للميتوكوندريا لِخنزير نافار بواسطة العالم ليوم ات ال، في عام (2006) وجد أنهم ينحدرون من خنازير جنوب شرق آسيا.
اعتمادًا على التعريف، بُلغ عن انتشار ثنائيي الجنس بين البشر ليكون حوالي 0.018%.

## ديدان أسطوانية
من المعروف أنَ ثنائي الجنس يحدث في جميع المجموعات الرئيسية من الديدان الأسطوانية. معظمهم من الإناث وظيفيًا. بُلغ عن ثنائيي الجنس الذكور ذوي الخصائص الأنثوية ولكنها أقل شيوعًا.

## أسماك
يحدث ثنائي الجنس الغدد التناسلية أيضًا في الأسماك، حيث يكون لدى الفرد أنسجة المبيض والخصية. على الرغم من أنها حالة شاذة نادرة بين الأسماك المتصفة بتمايز الأعضاء التناسلية، إلا أنها حالة انتقالية في الأسماك التي تكون بدائية. تم الإبلاغ عن الازدواجية الجنسية في 23 عائلة سمكية.

## قشريات
أقدم دليل على الخنوثة الجنسية في القشريات يأتي من الحفريات التي يعود تاريخها إلى 70 مليون سنة مضت. تم الإبلاغ عن ثنائيي الجنس في القشريات البنية في وقت مبكر من عام 1729. يوجد قدر كبير من الأدبيات حول الخنوثة الجنسية لِمتساويات الأقدم ومزدوجات الأرجل، مع وجود تقارير عن كل من الذكور ثنائيي الجنس والإناث ثنائيي الجنس.